# Idaea pallidata
Idaea pallidata es una especie de lepidóptero de la familia Geometridae. La especie fue descrita científicamente por Michael Denis e Ignaz Schiffermüller en 1775.

## Habitat
Se distribuye por regiones de clima templado a frío de Eurasia. Es más abundante en el centro y norte de Europa, especialmente en Alemania y el nordeste de Francia, aunque hay poblaciones aisladas en Italia, los Balcanes, los Urales y los Pirineos. Fuera de Europa se extiende por el Cáucaso, una parte de las montañas del norte de Asia central y la región de Amur.
Vive en pastizales cálidos y secos, que tengan una capa de hojarasca bien desarrollada, principalmente cerca de setos y arbustos. Aunque el avance de la eutrofización y el sobrepastoreo amenazan seriamente su supervivencia. También le afecta que se remuevan en exceso los arbustos.

## Ciclo vital
La oruga eclosiona en el mes de abril y alcanza la etapa adulta entre mediados de mayo y mediados de junio. El imago vive entre dos y tres semanas. Son de hábito diurno. La oruga se alimenta fundamentalmente de plantas muertas y marchitas, aunque puede hacerlo de hierbas vivas, especialmentemente fabáceas, como Hippocrepis comosa y Lotus corniculatus.

## Características físicas
Los machos tienen un color parduzco, mientras que las hembras son blancas. Resulta difícil de distinguir de Idaea subsericeata, especie mucho más abundante, debido a su similar morfología. Se requiere de un análisis minucioso de los genitales externos para determinar si un ejemplar es de una especie o de la otra.

## Sinonimia
La especie posee las siguientes sinonimias:
- Acidalia pallidaria (Hübner, 1799)
- Geometra pallidata Denis y Schiffermüller, 1775